# Ponte di Erskine
Il Ponte di Erksine (in inglese Erskine Bridge e in gaelico scozzese Drochaid Arasgain) è un ponte strallato a più campate che attraversa il fiume Clyde nella Scozia centro-occidentale. Il ponte collega il Dunbartonshire Occidentale con il Renfrewshire e può essere utilizzato da tutti i tipi di veicoli a motore, ciclisti e pedoni. Oltre ad attraversare il Clyde, il ponte attraversa anche il Forth and Clyde Canal e la ferrovia Edinburgo-Helensburgh.
Al momento del suo completamento, il ponte ha sostituito il servizio di traghetto tra Erskine e Old Kilpatrick.
Il ponte fa ufficialmente parte della strada A898.